# Boadella i les Escaules
Boadella i les Escaules (em catalão e oficialmente) ou Buadella (em castelhano), anteriormente chamado Boadella d'Empordà em catalão, é um município da Espanha na comarca de Alt Empordà, província de Girona, comunidade autónoma da Catalunha. Tem 10,76 km² de área e em 2021 tinha 271 habitantes (densidade: 25,2 hab./km²).

## Demografia
| Variação demográfica do município entre 1991 e 2004 | Variação demográfica do município entre 1991 e 2004 | Variação demográfica do município entre 1991 e 2004 | Variação demográfica do município entre 1991 e 2004 |
| --------------------------------------------------- | --------------------------------------------------- | --------------------------------------------------- | --------------------------------------------------- |
| 1991                                                | 1996                                                | 2001                                                | 2004                                                |
| 209                                                 | 220                                                 | 215                                                 | 234                                                 |